# Lista de membros do secretariado de Ronaldo Caiado
Esta é uma lista de membros do secretariado de Ronaldo Caiado, que lista os chefes de secretarias, empresas estatais e organizações governamentais durante a Gestão Ronaldo Caiado no governo de Goiás.

## Lista de secretários

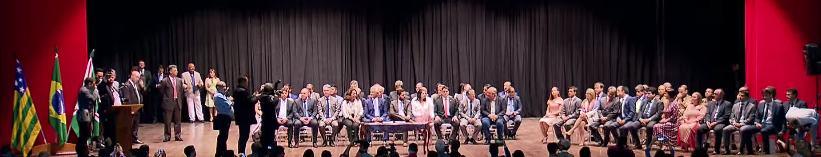
Secretários de Ronaldo Caiado tomam posse em 2 de janeiro de 2019, no Palácio da Música do Centro Cultural Oscar Niemeyer.

Ronaldo Caiado realizou reformas administrativas para extinguir ou criar secretarias estaduais. Também liderou alterações em empresas estatais. De 2019, ocorreram várias trocas de titulares das pastas estaduais, que serão listadas abaixo. No governo Caiado, duas secretarias foram criadas. Os atuais Secretários Estaduais de Goiás são: 
| Gabinete governamental de Ronaldo Caiado    | Gabinete governamental de Ronaldo Caiado | Gabinete governamental de Ronaldo Caiado  | Gabinete governamental de Ronaldo Caiado | Gabinete governamental de Ronaldo Caiado | Gabinete governamental de Ronaldo Caiado | Gabinete governamental de Ronaldo Caiado |
| Secretarias do Estado de Goiás              | Secretarias do Estado de Goiás           | Secretarias do Estado de Goiás            | Secretarias do Estado de Goiás           | Secretarias do Estado de Goiás           | Secretarias do Estado de Goiás           | Secretarias do Estado de Goiás           |
| Secretaria                                  | Incumbente                               | Incumbente                                | Partido                                  | Partido                                  | Início do mandato                        | Fim do mandato                           |
| ------------------------------------------- | ---------------------------------------- | ----------------------------------------- | ---------------------------------------- | ---------------------------------------- | ---------------------------------------- | ---------------------------------------- |
| Administração                               |                                          | Pedro Henrique Ramos Sales                |                                          | Independente                             | 1 de janeiro de 2019                     | 17 de julho de 2019                      |
| Administração                               |                                          | Bruno D’Abadia                            | 17 de julho de 2019                      | Independente                             | 4 de novembro de 2022                    |                                          |
| Administração                               |                                          | Alexandre Demartini Rodrigues             | 4 de novembro de 2022                    | Independente                             | 17 de janeiro de 2023                    |                                          |
| Administração                               |                                          | Francisco Sérvulo Freire Nogueira         | 17 de janeiro de 2023                    | Independente                             | 21 de maio de 2024                       |                                          |
| Administração                               |                                          | Alan Farias Tavares                       | 21 de maio de 2024                       | Independente                             | Em exercício                             |                                          |
| Agricultura, Pecuária e Abastecimento       |                                          | Antônio Carlos de Souza Lima Neto         | 1 de janeiro de 2019                     | Independente                             | 27 de abril de 2021                      |                                          |
| Agricultura, Pecuária e Abastecimento       |                                          | Tiago de Freitas Mendonça                 |                                          | UNIÃO                                    | 27 de abril de 2021                      | 28 de abril de 2023                      |
| Agricultura, Pecuária e Abastecimento       |                                          | Pedro Leonardo Rezende                    |                                          | Independente                             | 28 de abril de 2023                      | Em exercício                             |
| Casa Civil                                  |                                          | Anderson Máximo de Holanda                | 1 de janeiro de 2019                     | Independente                             | 21 de novembro de 2019                   |                                          |
| Casa Civil                                  |                                          | Alan Farias Tavares                       | 21 de novembro de 2019                   | Independente                             | 9 de dezembro de 2021                    |                                          |
| Casa Civil                                  |                                          | Jorge Luís Pinchemel                      | 9 de dezembro de 2021                    | Independente                             | Em exercício                             |                                          |
| Casa Militar                                |                                          | Coronel PM Newton Nery de Castilho        | 1 de janeiro de 2019                     | Independente                             | 13 de maio de 2019                       |                                          |
| Casa Militar                                |                                          | Coronel QOPM Luiz Carlos de Alencar       | 13 de maio de 2019                       | Independente                             | Em exercício                             |                                          |
| Ciência, Inovação e Tecnologia              |                                          | Adriano da Rocha Lima                     | 1 de janeiro de 2019                     | Independente                             | 8 de junho de 2020                       |                                          |
| Ciência, Inovação e Tecnologia              |                                          | Márcio César Pereira                      | 8 de junho de 2020                       | Independente                             | 1 de março de 2023                       |                                          |
| Ciência, Inovação e Tecnologia              |                                          | José Frederico Lyra Netto                 |                                          | MDB                                      | 1 de março de 2023                       | Em exercício                             |
| Comunicações                                |                                          | Vassil de Oliveira                        |                                          | Independente                             | 2 de janeiro de 2019                     | 22 de janeiro de 2019                    |
| Comunicações                                |                                          | Valéria Torres da Costa e Silva           | 22 de janeiro de 2019                    | Independente                             | 2 de janeiro de 2020                     |                                          |
| Comunicações                                |                                          | Marcos Silva                              | 2 de janeiro de 2020                     | Independente                             | 17 de junho de 2020                      |                                          |
| Comunicações                                |                                          | Tony Carlo Bezerra Coelho                 | 17 de junho de 2020                      | Independente                             | 31 de janeiro de 2022                    |                                          |
| Comunicações                                |                                          | Gean Carlo Carvalho                       | 31 de janeiro de 2022                    | Independente                             | 26 de abril de 2022                      |                                          |
| Comunicações                                |                                          | Marcos Roberto Silva                      | 26 de abril de 2022                      | Independente                             | 24 de janeiro de 2023                    |                                          |
| Comunicações                                |                                          | Gean Carlo Carvalho                       | 24 de janeiro de 2023                    | Independente                             | Em exercício                             |                                          |
| Cultura                                     |                                          | Edival Lourenço                           | 1 de janeiro de 2019                     | Independente                             | 27 de novembro de 2019                   |                                          |
| Cultura                                     |                                          | Adriano Baldy                             |                                          | Progressistas                            | 27 de novembro de 2019                   | 25 de janeiro de 2021                    |
| Cultura                                     |                                          | César Augusto Sotkeviciene Moura          |                                          | Independente                             | 25 de janeiro de 2021                    | 28 de abril de 2022                      |
| Cultura                                     |                                          | Marcelo Eugênio Carneiro                  | 28 de abril de 2022                      | Independente                             | 27 de abril de 2023                      |                                          |
| Cultura                                     |                                          | Yara Nunes dos Santos                     | 27 de abril de 2023                      | Independente                             | Em exercício                             |                                          |
| Desenvolvimento Social                      |                                          | Marcos Cabral                             |                                          | DEM                                      | 1 de janeiro de 2019                     | 5 de outubro de 2019                     |
| Desenvolvimento Social                      |                                          | Lúcia Vânia                               |                                          | Cidadania                                | 5 de outubro de 2019                     | 25 de março de 2021                      |
| Desenvolvimento Social                      |                                          | Wellington Matos de Lima                  |                                          | Independente                             | 25 de março de 2021                      | Em exercício                             |
| Economia                                    |                                          | Cristiane Alkmin Junqueira Schmidt        | 1 de janeiro de 2019                     | Independente                             | 14 de abril de 2023                      |                                          |
| Economia                                    |                                          | Selene Peres Peres Nunes                  | 14 de abril de 2023                      | Independente                             | 21 de maio de 2024                       |                                          |
| Economia                                    |                                          | Francisco Sérvulo Freire Nogueira         | 21 de maio de 2024                       | Independente                             | Em exercício                             |                                          |
| Educação                                    |                                          | Fátima Gavioli                            |                                          | PSB                                      | 1 de janeiro de 2019                     | Em exercício                             |
| Entorno do Distrito Federal                 |                                          | Maria Caroline Fleury de Lima             |                                          | Independente                             | 16 de fevereiro de 2023                  | Em exercício                             |
| Esporte e Lazer                             |                                          | Rafael Ângelo do Valle Rahif              |                                          | UNIÃO                                    | 6 de fevereiro de 2019                   | 19 de fevereiro de 2021                  |
| Esporte e Lazer                             |                                          | Henderson de Paula Rodrigues              |                                          | Solidariedade                            | 19 de fevereiro de 2021                  | 13 de setembro de 2023                   |
| Esporte e Lazer                             |                                          | Edson Sales de Azeredo                    |                                          | Independente                             | 13 de setembro de 2023                   | 8 de fevereiro de 2024                   |
| Esporte e Lazer                             |                                          | Rudson Rosa Guerra                        | 8 de fevereiro de 2024                   | Independente                             | Em exercício                             |                                          |
| Governadoria                                |                                          | Fábio Cidreira Cammarota                  | 1 de janeiro de 2019                     | Independente                             | 6 de março de 2023                       |                                          |
| Governadoria                                |                                          | Adriano da Rocha Lima                     | 6 de março de 2023                       | Independente                             | Em exercício                             |                                          |
| Indústria e Comércio                        |                                          | Wilder Morais                             |                                          | PSC                                      | 12 de fevereiro de 2019                  | 26 de janeiro de 2021                    |
| Indústria e Comércio                        |                                          | José Vitti                                |                                          | Sem partido                              | 26 de janeiro de 2021                    | 26 de outubro de 2021                    |
| Indústria e Comércio                        |                                          | Joel de Sant’Anna Braga Filho             |                                          | PP                                       | 26 de outubro de 2021                    | Em exercício                             |
| Infraestrutura                              |                                          | Pedro Henrique Ramos Sales                |                                          | Independente                             | 17 de fevereiro de 2023                  | Em exercício                             |
| Meio Ambiente                               |                                          | Andrea Vulcanis                           | 1 de janeiro de 2019                     | Independente                             | Em exercício                             |                                          |
| Relações Institucionais                     |                                          | Ernesto Roller                            |                                          | UNIÃO                                    | 1 de janeiro de 2019                     | 14 de fevereiro de 2023                  |
| Relações Institucionais                     |                                          | Lucas Vergílio                            |                                          | Solidariedade                            | 14 de fevereiro de 2023                  | 5 de abril de 2024                       |
| Relações Institucionais                     |                                          | Armando Vergílio                          |                                          | Solidariedade                            | 5 de abril de 2024                       | Em exercício                             |
| Retomada                                    |                                          | César Augusto de Sotkeviciene Moura       |                                          | Independente                             | 4 de agosto de 2020                      | Em exercício                             |
| Saúde                                       |                                          | Ismael Alexandrino Júnior                 |                                          | Independente (2019-2022) PSD (2022)      | 1 de janeiro de 2019                     | 1 de abril de 2022                       |
| Saúde                                       |                                          | Sandro Rogério Rodrigues Batista          |                                          | Independente                             | 1 de abril de 2022                       | 11 de novembro de 2022                   |
| Saúde                                       |                                          | Sérgio Alberto Cunha Vêncio               | 11 de novembro de 2022                   | Independente                             | 26 de janeiro de 2024                    |                                          |
| Saúde                                       |                                          | Rasivel dos Reis Santos Júnior            | 26 de janeiro de 2024                    | Independente                             | Em exercício                             |                                          |
| Segurança Pública e Defesa Pública          |                                          | Rodney Miranda                            |                                          | Republicanos                             | 1 de janeiro de 2019                     | 5 de abril de 2022                       |
| Segurança Pública e Defesa Pública          |                                          | Renato Brum dos Santos                    |                                          | Independente                             | 5 de abril de 2022                       | Em exercício                             |
| Empresas estaduais com status de Secretaria |                                          |                                           |                                          |                                          |                                          |                                          |
| Agehab                                      |                                          | Eurípedes do Carmo                        |                                          | PSC                                      | 1 de janeiro de 2019                     | 9 de junho de 2020                       |
| Agehab                                      |                                          | Lucas Fernandes de Andrade                |                                          |                                          | 9 de junho de 2020                       | 9 de setembro de 2021                    |
| Agehab                                      |                                          | Pedro Henrique Ramos Sales                |                                          |                                          | 9 de setembro de 2021                    | 4 de abril de 2023                       |
| Agehab                                      |                                          | Alexandre Baldy                           |                                          | PP                                       | 4 de abril de 2023                       | Em exercício                             |
| CEASA                                       |                                          | Coronel João Batista de Freitas Lemes     |                                          | Independente                             | 22 de janeiro de 2019                    | 20 de agosto de 2019                     |
| CEASA                                       |                                          | Vanuza Valadares                          |                                          | PODE                                     | 20 de agosto de 2019                     | 16 de junho de 2020                      |
| CEASA                                       |                                          | Wilmar Gratão                             |                                          | Independente                             | 16 de junho de 2020                      | 18 de fevereiro de 2021                  |
| CEASA                                       |                                          | Lineu Olimpio                             |                                          | MDB                                      | 18 de fevereiro de 2021                  | 12 de abril de 2022                      |
| CEASA                                       |                                          | Jadir Lopes de Oliveira                   |                                          | PTB                                      | 12 de abril de 2022                      | 4 de junho de 2023                       |
| CEASA                                       |                                          | Manoel Castro de Arantes                  |                                          | Independente                             | 4 de junho de 2023                       | Em exercício                             |
| Saneago                                     |                                          | Ricardo Soavinski                         | 1 de janeiro de 2019                     | Independente                             | Em exercício                             |                                          |
| Órgãos públicos com status de Secretaria    |                                          |                                           |                                          |                                          |                                          |                                          |
| Controladoria-Geral do Estado               |                                          | Henrique Ziller                           |                                          | Independente                             | 11 de janeiro de 2019                    | Em exercício                             |
| Corpo de Bombeiros                          |                                          | Coronel BM Dewislon Adelino Mateus        | 1 de janeiro de 2019                     | Independente                             | 12 de dezembro de 2019                   |                                          |
| Corpo de Bombeiros                          |                                          | Coronel BM Esmeraldino Jacinto de Lemos   | 12 de dezembro de 2019                   | Independente                             | 6 de maio de 2022                        |                                          |
| Corpo de Bombeiros                          |                                          | Coronel BM Washington Luiz Vaz Junior     | 6 de maio de 2022                        | Independente                             | Em exercício                             |                                          |
| Detran                                      |                                          | Marcos Roberto Silva                      | 1 de janeiro de 2019                     | Independente                             | 6 de março de 2023                       |                                          |
| Detran                                      |                                          | Delegado Waldir                           |                                          | UNIÃO                                    | 6 de março de 2023                       | Em exercício                             |
| Polícia Civil                               |                                          | Odair José Soares                         |                                          | Independente                             | 1 de janeiro de 2019                     | 10 de fevereiro de 2021                  |
| Polícia Civil                               |                                          | Alexandre Pinto Lourenço                  | 10 de fevereiro de 2021                  | Independente                             | 3 de fevereiro de 2023                   |                                          |
| Polícia Civil                               |                                          | André Gustavo Corteze Ganga               | 3 de fevereiro de 2023                   | Independente                             | Em exercício                             |                                          |
| Polícia Militar                             |                                          | Coronel PM Renato Brum dos Santos         | 1 de janeiro de 2019                     | Independente                             | 3 de janeiro de 2022                     |                                          |
| Polícia Militar                             |                                          | Coronel PM André Henrique Avelar de Sousa | 3 de janeiro de 2022                     | Independente                             | 5 de abril de 2022                       |                                          |
| Polícia Militar                             |                                          | Coronel PM Marcelo Granja                 | 5 de abril de 2022                       | Independente                             | Em exercício                             |                                          |
| Procuradoria-Geral do Estado                |                                          | Juliana Pereira Diniz Prudente            | 1 de janeiro de 2019                     | Independente                             | 20 de agosto de 2023                     |                                          |
| Procuradoria-Geral do Estado                |                                          | Rafael Arruda Oliveira                    | 20 de agosto de 2023                     | Independente                             | Em exercício                             |                                          |